# Завидово (Закарпатская область)
Зави́дово (укр. Завидово) — село в Мукачевской городской общине Мукачевского района Закарпатской области Украины.
Население по переписи 2001 года составляло 1647 человек. Почтовый индекс — 89667. Телефонный код — 3131. Занимает площадь 3,309 км². Код КОАТУУ — 2122782401.

## Известные уроженцы
- Гарапко, Иван Иванович (1909—2002) — украинский и советский скульптор, педагог, ректор Закарпатского художественного института.